# Royal Palm Estates
Royal Palm Estates – jednostka osadnicza w Stanach Zjednoczonych, w stanie Floryda, w hrabstwie Palm Beach.